# Ganglie, Guangdong
Ganglie (kinesiska: 岗列)  är ett stadsdelsdistrikt i sydöstra Kina. Det ligger i stadsdistriktet Jiangcheng i staden Yangjiang i provinsen Guangdong, omkring 200 kilometer sydväst om provinshuvudstaden Guangzhou. Antalet invånare är 53 432. Befolkningen består av 25 629 kvinnor och 27 803 män. Barn under 15 år utgör 16,0 %, vuxna 15-64 år 75 %, och äldre över 65 år 8,0 %.